# Ginette Reno
Ginette Reno (ur. 28 kwietnia 1946 jako Ginette Raynault w Montrealu) – francusko-kanadyjska autorka, kompozytorka, piosenkarka i aktorka. Jest znana pod pseudonimem „La Reno”.
Urodzona w Montrealu, Quebec. Włada biegle językiem angielskim i francuskim. Zagrała rolę Marii Barberini w niezależnym filmie Mambo Italiano. Nagrywała płyty w języku angielskim i francuskim. Jej największy hit w języku angielskim z 1970 r. piosenka "Beautiful Second Hand Man".